# Lionel Gendron

Bischofswappen von Lionel Gendron

Lionel Gendron PSS (* 12. Juni 1944 in Saint-Quentin, Kanada) ist ein kanadischer Ordensgeistlicher und emeritierter römisch-katholischer Bischof von Saint-Jean-Longueuil.

## Leben
Lionel Gendron empfing am 31. Mai 1969 die Priesterweihe zunächst für das Erzbistum Montréal, legte aber schon im Folgejahr die Profess in der Ordensgemeinschaft der Sulpizianer ab.
Papst Benedikt XVI. ernannte ihn am 11. Februar 2006 zum Weihbischof in Montréal und Titularbischof von Tagase. Die Bischofsweihe spendete ihm der Erzbischof von Montréal, Jean-Claude Kardinal Turcotte, am 25. März desselben Jahres; Mitkonsekratoren waren die Weihbischöfe in Montréal Jude Saint-Antoine und Anthony Mancini.
Am 28. Oktober 2010 wurde er zum Bischof von Saint-Jean-Longueuil ernannt. Im September 2017 wurde er für die Amtszeit von 2017 bis 2019 zum Vorsitzenden der kanadischen Bischofskonferenz gewählt.
Papst Franziskus nahm am 5. November 2019 seinen altersbedingten Rücktritt an.